# Puno (ciutat)
Puno (San Carlos de Puno) és una ciutat del sud-est del Perú, capital del Departament de Puno. És un centre urbà important a nivell regional, la tipologia del qual és administrativa, de serveis bàsics, financers, turístics i culturals. La seva extensió comprèn des de l'illa Esteves al nord-est, el centre poblat d'Alto Puno al nord i s'estén fins al centre poblat de Jayllihuaya al sud; l'espai físic està comprès entre la costa oest del llac Titicaca, a la badia de Puno (abans Paucarcolla), sobre una superfície lleugerament ondulada. Puno és una de les ciutats més altes del Perú. Té una extensió de 1.566,64 ha, la qual cosa representa el 0,24% del territori de la província de Puno; i té una població de 120.229 habitats segons l'últim cens peruà del 2007, arribant a una densitat poblacional de 75,6 hab/ha (densitat provincial). És entre les coordenades geogràfiques 15° 50′15“ latitud sud i 70° 01′18“ longitud oest del meridià de Greenwich.

## Fills il·lustres
- Theodor Valcárcel, compositor musical.